# Le Fou des îles
Pour plus de détails, voir Fiche technique et Distribution.
Le Fou des îles (White Woman) est un film américain réalisé par Stuart Walker, sorti en 1933.

## Synopsis
Une jeune veuve se remarie avec un planteur de caoutchouc qu'elle accompagne dans sa propriété isolée dans la jungle.

## Fiche technique
- Titre original : White Woman
- Titre français : Le Fou des îles
- Réalisation : Stuart Walker
- Scénario : Samuel Hoffenstein et Gladys Lehman d'après la pièce Hangman's Whip de Norman Reilly Raine et Frank Butler créée le 24 février 1933 au St. James Theatre, à Broadway.
- Direction artistique : Hans Dreier et Harry Oliver (non crédités)
- Photographie : Harry Fischbeck
- Montage : Jane Loring (non créditée)
- Musique : Karl Hajos et John Leipold (non crédités)
- Production : E. Lloyd Sheldon (non crédité)
- Société de production et de distribution : Paramount Pictures
- Pays d'origine :  États-Unis
- Langue de tournage : anglais
- Format : Noir et blanc  - 35 mm - 1,37:1 - Son : mono ((Western Electric Noiseless Recording)
- Genre : Drame
- Durée : 68 minutes
- Date de sortie :
  - États-Unis : 10 novembre 1933

## Distribution
- Carole Lombard : Judith Denning
- Charles Laughton : Horace H. Prin
- Charles Bickford : Ballister
- Kent Taylor : David von Elst
- Percy Kilbride : Jakey
- James Bell : Hambly
- Charles Middleton : Fenton
- Claude King : C. M. Chisholm
- Ethel Griffies : Mme Chisholm
- James Dime : Vaegi
- Marc Lawrence : Connors
- Victor Wong : un serveur